# Регионы Венгрии
Семь регионов Венгрии было выделено в 1999 согласно Закону 1999/XCII, который является переработкой Закона 1996/XXI. Венгрия разделена на 7 регионов, которые, в свою очередь, делятся на более мелкие административные единицы — медье.
| № | Название региона            | Административный центр | Площадь (км²) | Население чел. (2011) | Плотность населения (чел./км²) | Число населённых пунктов |
| - | --------------------------- | ---------------------- | ------------- | --------------------- | ------------------------------ | ------------------------ |
| 1 | Северная Венгрия            | Мишкольц               | 13 428        | 1 194 697             | 88,97                          | 603                      |
| 2 | Северный Альфёльд           | Дебрецен               | 17 749        | 1 481 922             | 83,49                          | 385                      |
| 3 | Южный Альфёльд              | Сегед                  | 18 339        | 1 308 470             | 71,35                          | 254                      |
| 4 | Центральная Венгрия         | Будапешт               | 6899          | 2 971 246             | 430,68                         | 186                      |
| 5 | Центрально-Задунайский край | Секешфехервар          | 11 237        | 1 094 104             | 97,37                          | 409                      |
| 6 | Западно-Задунайский край    | Дьёр                   | 11 209        | 994 698               | 88,74                          | 647                      |
| 7 | Южно-Задунайский край       | Печ                    | 14 169        | 940 585               | 66,38                          | 653                      |
|   | Всего                       |                        | 93 030        | 9 985 722             | 107,34                         | 3137                     |

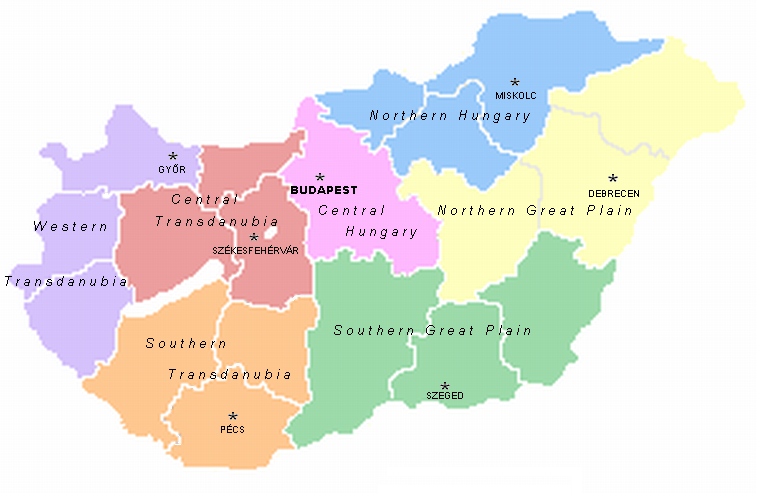

- Северная Венгрия включает медье Боршод-Абауй-Земплен, Хевеш, Ноград, города Мишкольц, Эгер и Шальготарьян.
- Северный Альфёльд включает медье Хайду-Бихар, Яс-Надькун-Сольнок, Сабольч-Сатмар-Берег, города Дебрецен, Сольнок и Ньиредьхаза.
- Южный Альфёльд включает медье Бач-Кишкун, Бекеш, Чонград-Чанад, города Кечкемет, Бекешчаба, Сегед и Ходмезёвашархей.
- Центральная Венгрия включает медье Пешт, столицу Будапешт и город Эрд.
- Центрально-Задунайский край включает медье Комаром-Эстергом, Фейер, Веспрем, города Татабанья, Секешфехервар, Дунауйварош и Веспрем.
- Западно-Задунайский край включает медье Дьёр-Мошон-Шопрон, Ваш, Зала, города Дьёр, Шопрон, Сомбатхей, Залаэгерсег и Надьканижа.
- Южно-Задунайский край включает медье Баранья, Шомодь, Тольна, города Печ, Капошвар и Сексард.